# Open de Hongrie de tennis de table
L'Open de Hongrie ITTF est organisée par la fédération internationale de tennis de table. Elle apparait pour la 1re fois dans le calendrier du Pro-tour de tennis de table en 2010. 
La première édition eu lieu du 13 au 17 octobre 2010 dans la ville de Budaörs.

## Palmarès

### Open de Hongrie ITTF
| Année | Ville       | Simple Messieurs  | Simple Dames    | Double Messieurs                  | Double Dames                 | Double Mixte               | U21 Messieurs       | U21 Dames       | Réf.  |
| ----- | ----------- | ----------------- | --------------- | --------------------------------- | ---------------------------- | -------------------------- | ------------------- | --------------- | ----- |
| 2010  | Budaörs     | Jun Mizutani      | Tie Yana        | Kenta Matsudaira Koki Niwa        | Ai Fukuhara Kasumi Ishikawa  | N/A                        | Koki Niwa           | Melek Hu        |       |
| 2012  | Budapest    | Ma Long           | Liu Shiwen      | Chen Qi Ma Lin                    | Ding Ning Liu Shiwen         | N/A                        | Jung Young-sik      | Kang Mi-soon    |       |
| 2014  | Szombathely | Daniel Habesohn   | Liu Jia         | N/A                               | N/A                          | N/A                        | Romain Lorentz      | Sofia Polcanova |       |
| 2015  | Budapest    | Jiang Tianyi      | Misako Wakamiya | Jeong Sang-eun Lee Sang-su        | Sofia Polcanova Amelie Solja | N/A                        | Ho Kwan Kit         | Yui Hamamoto    |       |
| 2016  | Budapest    | Chuan Chih-Yuan   | Tie Ya Na       | Chuan Chih-Yuan Huang Sheng-Sheng | Jeon Ji-hee Yang Haeun       | N/A                        | Lim Jong-hoon       | Miyu Kato       |       |
| 2017  | Budapest    | Yan An            | Chen Xingtong   | Fang Bo Zhou Yu                   | Chen Xingtong Li Jiayi       | N/A                        | Kirill Gerassimenko | Zeng Jian       | [ 1 ] |
| 2018  | Budapest    | Fan Zhendong      | Wang Manyu      | Fan Zhendong Yu Ziyang            | Chen Xingtong Sun Yingsha    | N/A                        | Lin Yun-ju          | Chen Ke         | [ 2 ] |
| 2019  | Budapest    | Lin Gaoyuan       | Chen Meng       | Xu Xin Liang Jingkun              | Zhu Yuling Wang Manyu        | Xu Xin Liu Shiwen          |                     |                 | [ 3 ] |
| 2020  | Budapest    | Tomokazu Harimoto | Mima Ito        | Benedikt Duda Patrick Franziska   | Miu Hirano Kasumi Ishikawa   | Wong Chun Ting Doo Hoi Kem |                     |                 | [ 4 ] |

### Série WTT
| Année & Lieu  | Tournoi                                        | Simple messieurs  | Double messieurs          | Simple dames | Double dames                 | Double mixte                       |
| ------------- | ---------------------------------------------- | ----------------- | ------------------------- | ------------ | ---------------------------- | ---------------------------------- |
| 2021 Budapest | WTT Contender Budapest (de)                    | Truls Möregårdh   | Tobias Hippler Kilian Ort | Yang Xiaoxin | Szandra Pergel Dóra Madarász | Sathiyan Gnanasekaran Manika Batra |
| 2022 Budapest | WTT Star Contender European Summer Series (de) | Wang Chuqin       | Cho Dae-seong Lee Sang-su | Wang Yidi    | Sun Yingsha Wang Manyu       | Wang Chuqin Wang Manyu             |
| 2022 Budapest | WTT Champions European Summer Series (de)      | Tomokazu Harimoto | –                         | Wang Manyu   | –                            | –                                  |